# المعسول
المعسول عبارةٌ عن موسوعة في تاريخ سوس، تسلِّط الضوء أُسرها ورجالاتها العلمية والأدبية، ألَّفها وجمعها المؤرخ والأديب محمد المختار السوسي الإلغي في منفاه بمسقط رأسه إليغ بسوس إقليم تزنيت جنوب المغرب. أشرف المؤلف المختار السوسي على طبعه طبعة أولَى في حياته سنة 1960م بالمغرب في عشرين جزءًا.
إذ يجدُ الباحثُ في الكتاب كل ما يحتاجه عن سوس من الناحية: التاريخية، والاجتماعية، والأدبية، والثقافية، والسياسية، والتراثية وغيرها. وبه العديد من الآثار والوثائق الهامة، أدخل فيه الكثيرَ من المؤلفات مختصرة أحيانا أو كاملة أحيانا أخرى. 

## هدف المؤلف من كتاب المعسول
يقول المؤلف في مقدمة كتابه "سوس العالمة"، الذي هو بمثابة مقدمة لموسوعته "المعسول" حسب تعبيره: 
قُدِّر لبنِي هذه القرية -إلغ- ومُجاوريهم ولأساتذتهم ولتلاميذهم ولأصدقائهم، كتاب "المعسول" الذي يصل الآن -وقد كاد يتم تَخريجه- عشرين جزءا، حُووِل فيه أن يكتب بإسهاب كل ما أمكن عن السوسيين بأدنى مناسبة، ثم ليس ذلك كله بالتاريخ المطلوب عن سوس، وإنَّما المقصود جَمعُ المواد لمن سيكتبون وينظمون غدا، وهذا هو الواجب الآن علينا. وأمّا أن ندعيَ أننا حقيقة نكتب التاريخ كما ينبغي، فإن ذلك إفك صراح، أولا ترى أن لك من عرف فاسا، وما أدراك ما فاس؟ واستحضر ما كتب حولَها من القرن الرابع إلى الآن كتابة ناقصة مُجحفة، وقد أدرك الدور العظيم الذي مثّلته فاس لا في المغرب ولا في شمال إفريقية وإزاء الأندلس فحسب، بل وفي العالم الإسلامي أجمع، - يوقن أن تاريخها لَم يكتب بعد كما يَجب أن يُكتب - فكثيرا ما أقول: لو تصدى باحث أو باحثون لكتابة تاريخ فاس من نواحيها كلها؛ لفتحوا صفحة عربية ذهبية وهاجة طافحة، وربما تنسي كل ما كتب عن بغداد ودمشق والقاهرة.
كلمة إنصاف للمؤلف عن كتابه المعسول هذا:
فليعلم المطالع لهذا الكتاب بأجزائه العشرين، أنه سيخوض فيها أخبار الفقهاء والأدباء والرؤساء والصوفية وكل ما يَعِنّ من أحوال البادية، وسيكون كالداخل إلى السوق التي تجمع كل شيء، فلْيأخذْ ما يُعجبه وليُعرضْ عما لا يعجبه، فإنّ ما لا يَعدّه إلا شيئا تافها، إن كان لا يذوق حلاوتَه، قد يكونُ إزاءه قارئ آخرُ لا يعجبه هو إلا ذلك، فالكتاب -كما يقولون- كالمائدة الطافحة بأنواع الأطعمة، يأكلُ كل واحد منها ما يشتهيه، فمَن ليس بأديب لا يرتاحُ للأدب، ومن ليس بفقيه لا يرتاحُ لأحوال الفقهاء، ومن ليس بصوفيّ يستنكر حتى ما هو حق من احوال الصوفيّة، نعم، إنّ من يكون مؤرّخاً يريد أن يستنتجَ يفرح بكلّ شيء، ولو الخرافاتِ فضلاً عن الحقائق.

## تقسيم كتاب المعسول وترتيبه
يقولُ مؤلفه المختار السّوسي في كتابه "سوس العالمة" وهو يعدّد مراجع التاريخ السوسي: «المعسول في الإلغيين وأساتذتهم وتلامذتهم وأصدقائهم: كتاب كبير منظم، قسمته على خَمسة أقسام، تتبعت فيه علماء أهلنا الإلغيين ورؤسائهم أولا، وكذلك من ساكنهم في بسيط إلغ ثانيا، ثُم ذكرتُ جَميع أساتذتهم في القرآن وفي العلوم وفي التصوف ثالثا، ثُم تلامذتهم كذلك في العلوم والتصوف رابعا، ثُم من عاصرهم من علماء سوس، مِمن لَهم بِهم اتّصال وصداقة خامسا. وقد حاولت أن أتوسع في التراجم بِحسب الإمكان، ومتى ذكرت عالِما له أسرة علمية أو أسرة رئيسة؛ ألتزم أن أذكر كل علماء أسرته، أو رؤساء أسرته في صعيد واحد بتراجم مسهبة بسَوْقِ كل الأدبيات والأخبار، وذكر الأحداث، حتى لا أترك إلا ما لا أعرف، وبذلك طال الكتاب حتى عاد موسوعةً سوسية، وقد كنت قدّرته بنحو عشرة أجزاء، ولكن لَما صرت أُخرجه الآن وأحرره، وأزِيدُ ما وقفت عليه من جديد، بلغ الكتاب وقد ازداد سعة إلى سعة عشرين جزءا. وقد خرّجناه كله الآن إلا قليلا، ونَحن جادّون في إتْمامه، وقد أديت فيه بعض الواجب للتراجم السوسية كما أحب بإسهاب، فقد أتى فيه كثير من أخبار من تقدم، على عكس ما ألفه المؤلفون السوسيون الذين تعودوا إيراد التراجم في كتبهم موجَزةً إيجازا مُخِلاًّ، لا يُسمن ولا يُغني من جوع، فالله يوفقنا على تَخريجه كما نُحب».

## أهميّة كتاب المعسول
يعدّ كتاب المعسول من المراجع الهامّة لدى السوسيين في موضوع تراجم الأعلام السوسية، والتعريف برجالات العلم والثقافة والتصوف في سوس وأحوازها. كما يعتمد عليه غالبية الباحثين في مجال التأريخ السوسي في إنجاز بحوثهم وأطروحاتهم.

## فكرة تأليف المعسول
يعد المؤلف المؤرخ المختار السوسي سبب تأليف كتاب المعسول ويُرجع فكرة جمعه إلى أنه كان مرة في زيارة للزاوية الدلائية بأيت إسحاق في سفح الأطلس الكبير، فراح يبحث وينقّب: هل يجد هناك أثرا من آثار أولئك العلماء الأدباء العظام؟ لكنه لم يقع على أيّ أثرٍ، فما كان من المؤلف إلا أن أغمض عينيه برهة من الزمن، فصار يستحضر كل ما كان قرأه من الكتب التي تحدثت عن الزاوية، وعن أعمال رجالاتها، فإذ ذاك أدرك مؤلفنا أن الخلود لأمثال هؤلاء لا يكون إلا بالتسجيل بالأقلام، فاختمرت الفكرةُ في نفسه عن ناحية سوس الذي يعرف فيها عشراتٍ من أمثال الزاوية الدلائية: كأدوز، وتيمكيدشت، وأكشتيم، وطاطة، وتاتلت، والمعدر، وتادرارت، وأسرير، وتاكوشت، وتيفيراسين، وأغبالو ماسة، وتمنارت، وأقا، وتازموت، وأكرار، وتاغاتين، والمحجوب، وغيرها. فمنها ما اندثر قبلنا، ومنها ما يزال فيها رمقٌ، يُعرف منه ماضيها المجيد.
حينها نضجت الفكرة في رأس المختار السوسي، فكان على وشك الشروع في مشروعه الضخم هذا، لكن الأمر تزامن مع نفي سلطات الاستعمار لهُ وهو بمراكش إلى مسقط رأسه إلغ، فأخضعته للإقامة الجبرية هنالك، بعيدا عن الاتصال مع الجهات المجاورة والسفر إلى الحواضر، ليمتشق القلم ويتخذه أنيساً، ويلتمس منه أخوه أحمد أن يضع كتابا عن إلغ، ومن درج فيها من العلماء والأدباء، وشهده من حوادث وملابسات شتى. فكانت كلمات أخيه البذرةَ الأولى لهذا الكتاب الذي أسماه "المعسول".